# Amplificatore ottico
Un amplificatore ottico è un particolare tipo di amplificatore che amplifica direttamente un segnale ottico senza che sia necessario convertirlo in un segnale elettrico come invece avviene in un classico rigeneratore o ripetitore del segnale.
In linea di massima si può pensare un amplificatore ottico come un laser senza la cavità ottica o il cui feedback ottico sia stato soppresso: l'emissione stimolata nel mezzo attivo dell'amplificatore, generata da un segnale di pompa, causa l'amplificazione della luce che lo attraversa.
Gli amplificatori ottici sono estremamente importanti nelle comunicazioni ottiche, considerati a tutti gli effetti una vera e propria rivoluzione avendo sostituito nella rete di trasporto ottica in fibra ottica, per le funzioni di amplificazione, i rigeneratori ottici molto più costosi e ingombranti, e nella fisica dei laser.

## Parametri di un amplificatore ottico
I fattori che definiscono le caratteristiche di un amplificatore ottico e spesso anche i suoi fattori di merito sono:
- Tipo di pompaggio (elettrico o ottico);
- Guadagno G e suo spettro;
- Distorsione e suo spettro;
- Rumore ottico;
- Costo.

## Amplificatori laser
Quasi ogni mezzo attivo di un laser può essere pompato al fine di ottenere guadagno per la luce alla lunghezza d'onda di un laser fatto dello stesso materiale del suo mezzo attivo. Tali amplificatori sono comunemente usati per produrre sistemi laser ad alta potenza. Tipi speciali come gli amplificatori rigenerativi o gli amplificatori ad impulsi chirpati sono utilizzati per amplificare impulsi ultra-corti.

## Amplificatori in fibra drogata

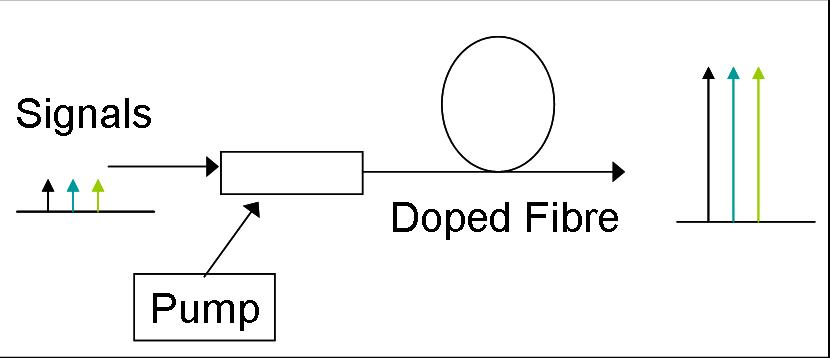
Schema concettuale di un semplice amplificatore in fibra ottica

Gli amplificatori in fibra drogata (DFA) sono amplificatori ottici che usano direttamente un tratto di fibra ottica drogata di lunghezza L come mezzo attivo per l'amplificazione di un segnale ottico. Il segnale utile che si vuole amplificare ed un segnale ottico di pompa vengono multiplati in una fibra drogata ed il segnale ottico utile risulta amplificato per effetto dell'emissione stimolata di fotoni grazie all'interazione del segnale ottico di pompa con gli ioni del drogante.
Il segnale ottico di pompa eccita infatti gli elettroni del drogante e li porta in uno stato a più alta energia (inversione di popolazione) da cui essi possono decadere in uno stato ad energia inferiore mediante l'emissione stimolata di un fotone. Generalmente i livelli di energia coinvolti formano un sistema a tre o quattro livelli e quindi includono transizioni non radiative dal livello a massima a quello a minima energia e viceversa.
La finestra di amplificazione di un amplificatore ottico (o finestra di guadagno) ovvero il range di lunghezze d'onda per cui l'amplificatore mostra un guadagno sfruttabile, dipende dal tipo di ioni di drogante impiegati, dalla struttura vetrosa della fibra ottica e dalla lunghezza d'onda del segnale di pompa impiegato. Il guadagno di un amplificatore ottico dipende anche dalla intensità locale del raggio in ogni punto all'interno dell'amplificatore.
Nonostante le transizioni elettroniche di un singolo ione siano ben definite, quando gli ioni vengono inseriti nel vetro della fibra ottica si verifica un allargamento dei livelli energetici e di conseguenza si allarga anche la finestra di lunghezze d'onda che possono essere amplificate. Questo allargamento ha una componente omogenea ed una eterogenea, il che comporta uno spettro di guadagno non uniforme su tutte le lunghezze d'onda e dunque una possibile fonte di distorsione di ampiezza.
L'ampia larghezza spettrale del guadagno degli amplificatori in fibra li rende particolarmente adatti nei sistemi di comunicazione ottici multiplati in lunghezza d'onda (WDM), poiché un singolo amplificatore è in grado di amplificare tutti i segnali che viaggiano in fibra sulle portanti ottiche differenti.

### Rumore ottico
La principale fonte di rumore in un DFA, che è un rumore di tipo ottico e non di tipo elettrico ovvero fotoni spuri, è l'emissione spontanea amplificata (ASE) e che presenta uno spettro simile allo spettro di guadagno dell'amplificatore.
Oltre a decadere per emissione stimolata, gli elettroni negli stati a maggiore energia possono infatti decadere anche per emissione spontanea, la cui probabilità è stocastica e dipende dalla struttura della fibra e dal livello di inversione di popolazione. I fotoni sono emessi spontaneamente in tutte le direzioni, ma una parte di questi viene emessa in una direzione che cade all'interno dell'apertura numerica della fibra e quindi viene catturata e guidata lungo la fibra stessa. Questi fotoni catturati possono successivamente interagire con altri ioni di drogante, venendo così amplificati per emissione spontanea. L'iniziale emissione spontanea è quindi amplificata al pari dei segnali utili, da cui deriva il termine di emissione spontanea amplificata.
L'ASE è emesso dall'amplificatore sia nella direzione di copropagante che contropropagante, ma solo l'ASE copropagante è un problema diretto per la resa del sistema, dal momento che propaga insieme al segnale fino al ricevitore degradando le prestazioni. Questi fotoni spuri non hanno infatti la stessa frequenza e la stessa coerenza di fase di quelli del segnale ottico utile e pertanto non contribuiscono alla potenza di segnale utile bensì solo al disturbo in fase di rilevazione dell'intera potenza ottica in fibra tramite fotorilevatore, che è tipicamente un dispositivo optoelettronico a banda larga rispetto al segnale utile, generando appunto un rumore cioè degradazione della qualità del segnale utile o abbassamento del rapporto segnale/rumore. Tuttavia anche l'ASE contropropagante può portare ad un degrado delle prestazioni poiché può portare ad uno svuotamento del livello di inversione di popolazione e quindi indurre una riduzione del guadagno dell'amplificatore.
La cifra di rumore per un DFA ideale è di almeno 3 dB, mentre amplificatori ottici reali possono presentare cifre di rumore anche di circa 6-8 dB.

### Saturazione del guadagno
Il guadagno in un DFA è ottenuto grazie all'inversione di popolazione degli ioni di drogante. Il livello di inversione di un DFA è determinato principalmente dalla potenza del segnale di pompa e dalla potenza dei segnali amplificati. All'aumentare della potenza dei segnali, o al diminuire la potenza di pompa, il livello di inversione, e quindi il guadagno dell'amplificatore, si riduce. Questo effetto è noto come saturazione o compressione del guadagno. All'aumentare del livello di segnale, l'amplificatore satura e non è più in grado di produrre maggiore potenza di uscita, comportando una riduzione del guadagno.
Per ottenere prestazioni di rumore ottimali, i DFA vengono fatti lavorare in regime di lieve saturazione, poiché questo consente di ridurre il tasso di emissione spontanea e quindi di ridurre l'ASE

### Effetti non omogenei
A causa della parte non omogenea dell'allargamento spettrale della riga degli ioni di drogante, lo spettro di guadagno ha una componente non omogenea e la saturazione di guadagno avviene, in piccola parte, in maniera non omogenea. Questo effetto è noto come Spectral Hole Burning (scavatura spettrale), poiché un segnale ad alta potenza ad una specifica lunghezza d'onda, può "scavare un buco" nel guadagno a lunghezze d'onda prossime al segnale, saturando gli ioni legati all'allargamento non omogeneo. La scavatura spettrale varia in larghezza in base alle caratteristiche della fibra ottica in questione, ma di norma vale meno di un nanometro per le lunghezze d'onda inferiori della banda C e pochi nanometri per le lunghezze d'onda superiori in banda C.

### Effetti di polarizzazione
Nonostante i DFA siano amplificatori essenzialmente indipendenti alla polarizzazione, una piccola parte degli ioni di drogante interagisce preferibilmente con alcune polarizzazioni, determinando una lieve dipendenza dalla polarizzazione stessa (tipicamente < 0.5 dB). La variazione del guadagno dipende essenzialmente dall'allineamento delle polarizzazioni del segnale e della pompa, ossia dal fatto che le due lunghezze d'onda interagiscano con lo stesso sottoinsieme di ioni o meno.

### Amplificatori in fibra drogata all'erbio
L'amplificatore in fibra drogata all'erbio (EDFA) è l'amplificatore in fibra più utilizzato, dato che la sua finestra di amplificazione coincide con la terza finestra di trasmissione delle fibre ottiche a base di silice.
Nella terza finestra di trasmissione sono state sviluppate due bande, la Convenzionale, o banda C, che si estende approssimativamente da 1525 nm a 1565 nm e la Lunga, o banda L, all'incirca dai 1570 nm ai 1610 nm. Entrambe queste bande possono essere amplificate per mezzo di EDFA, ma è normale l'utilizzo di amplificatori diversi, ciascuno ottimizzato per una banda.
La differenza principale tra gli amplificatori in banda C e banda L è il fatto che per gli amplificatori in banda L la lunghezza della fibra drogata è superiore. La maggiore lunghezza della fibra consente di usare un livello di inversione inferiore, permettendo di estendere la finestra alle frequenze lunghezze d'onda maggiori (grazie alla struttura chimica dell'Erbio ne silicio) e garantendo nel contempo un buon guadagno.
Negli EDFA si usano comunemente due bande per i segnali di pompa, 980 nm e 1480 nm. La banda a 980 nm presenta una cross section di assorbimento maggiore ed è usata generalmente dove sia richiesto un basso rumore. La banda di assorbimento è piuttosto stretta, quindi tipicamente è necessario che la sorgente laser sia stabilizzata in lunghezza d'onda. La banda a 1480 ha una cross-section di assorbimento più bassa ed è usata di solito in amplificatori di potenza. Solitamente negli amplificatori vengono utilizzate le due bande in combinazione mediante l'impiego di due o più pompe.
L'amplificatore ottico in fibra è stato inventato da HJ Shaw e Michel Digonnet presso la Stanford University, in California, nei primi anni 1980. L'EDFA è stato dimostrato diversi anni dopo da un gruppo formato da David N. Payne, R. Mears e L. Reekie, presso l'Università di Southampton e da un gruppo degli AT & T Bell Laboratories formato da E. Desurvire, P. Becker e J. Simpson.

### Amplificatori in fibra drogata per altri intervalli di lunghezza d'onda
Sono stati utilizzati anche amplificatori in fibra drogata al Tulio per la banda S (1450 nm-1490 nm), amplificatori in fibra drogata al Praseodimio nella regione dei 1300 nm, altri ancora in fibra drogata al neodimio. Tuttavia queste due regioni non hanno mai avuto un elevato successo commerciale e tali amplificatori non hanno conosciuto lo stesso sviluppo avuto dagli EDFA.

## Amplificatori ottici a semiconduttore (SOA)
Gli amplificatori ottici a semiconduttore utilizzano un semiconduttore come mezzo attivo ottenendo anche qui l'effetto di amplificazione o guadagno per effetto dell'emissione stimolata grazie però ad un segnale di pompa elettrico che crea inversione di popolazione.
Sono tipicamente creati usando semiconduttori composti del III-V gruppo come il GaAs/AlGaAs, InP/InGaAs, InP/InGaAsP e InP/InAlGaAs, anche se qualunque semiconduttore a gap diretto come quelli di gruppo II-VI potrebbero essere usati. Questi amplificatori hanno una struttura simile ai diodi laser Fabry-Perot, ma con elementi anti-riflesso sulle facce esterne. Progetti recenti includono strati anti-riflesso e guide d'onda inclinate che garantiscono riflessioni delle facce esterna inferiori allo 0.001%. Esse consentono di creare una perdita di potenza concentrata maggiore del guadagno in cavità, prevenendo il formarsi di un'oscillazione laser. Tali amplificatori sono spesso usati nei sistemi di telecomunicazione in forma di componenti codinati che lavorano a lunghezze d'onda tra gli 850 nm ed i 1600 nm e generano guadagni fino a 30 dB.
L'amplificatore ottico a semiconduttore ha piccole dimensioni, è meno costoso dell'EDFA e può essere integrato con laser a semiconduttore, modulatori, ecc., tuttavia le prestazioni non sono ancora comparabili con quelle degli EDFA: il SOA infatti è più rumoroso, presenta un guadagno inferiore, una moderata sensibilità alla polarizzazione ed elevate non-linearità unite a tempi di risposta molto veloci. Questo origina dal fatto che il tempo medio di vita degli elettroni nello stato eccitato è molto ridotto e questo comporta rapide reazioni del guadagno alle variazioni di potenza del segnale utile e di quello di pompa. A sua volta rapide variazioni di guadagno possono distorcere il segnale. 
Queste non-linearità costituiscono il problema maggiore per applicazioni nelle comunicazioni ottiche. Tuttavia i SOA garantiscono la possibilità di ottenere guadagno per lunghezze d'onda diverse dagli EDFA. Per risolvere il problema dei rapidi tempi di risposta, sono stati sviluppati amplificatori ottici lineari (LOA) che utilizzano tecniche di "clamping" e sono insensibili alle variazioni potenza su range frequenziali molto ampi.
Le elevate non linearità rendono gli amplificatori a semiconduttore molto attraenti per l'elaborazione ottica dei segnali come lo switching ottico e la conversione di lunghezza d'onda. Molta ricerca è stata compiuta sugli amplificatori ottici a semiconduttore come elementi per l'elaborazione ottica del segnale, la conversione di lunghezza d'onda, il recupero di clock, la demultiplazione di segnale ed il riconoscimento di pattern.
Per alta potenza di uscita, vengono usati amplificatori ottici con struttura rastremata. La lunghezza d'onda è 633 nm a 1480 nm.

### SOA a cavità verticale
Una recente aggiunta nella famiglia dei SOA sono i SOA a cavità verticale (VCSOA). Questi dispositivi hanno una struttura simile e numerose caratteristiche in comune con i laser a cavità verticale (VCSEL). La differenza maggiore tra VCSOA e VCSEL sta nelle minori riflessioni usate nella cavità degli amplificatori, allo scopo di evitare il raggiungimento della soglia per cui il dispositivo inizia a laserare. Grazie a cavità molto corte, e di conseguenza a mezzi attivi molto sottili, questi dispositivi presentano un guadagno da singola passata molto basso (nell'ordine di pochi punti percentuali) ed una "free spectral range" molto elevata. Il basso guadagno richiede che la riflettività degli specchi sia abbastanza elevata per aumentare il guadagno totale del segnale. Oltre ad aumentare il guadagno, l'uso di strutture a cavità risonante consente di ottenere una banda di guadagno molto stretta; se aggiungiamo che la "free spectral range" è molto elevata, questo comporta che l'uso dei VCSOA è limitato ad operazioni a singolo canale. Ne consegue che i VCSOA possono essere considerati dei filtri amplificativi.
A causa della geometria a cavità verticale, i VCSOA sono amplificatori risonanti a cavità verticale che lavorano con segnali che entrano ed escono perpendicolarmente rispetto alla superficie del wafer. Unitamente alla loro dimensione ridotta, questo porta i VCSOA ad avere numerosi vantaggi che includono un basso consumo di potenza, bassa rumorosità, guadagno insensibile alla polarizzazione e la possibilità di fabbricare vettori bidimensionali molto compatti di dispositivi su un singolo chip. Questi dispositivi sono ancora nella fase iniziale di ricerca, ma sono già stati ottenuti risultati incoraggianti nell'uso come preamplificatori. I futuri sviluppi della tecnologia dei VCSOA è la dimostrazione di dispositivi sintonizzabili in lunghezza d'onda. Questi SOA a cavità verticale MEMS-sintonizzabili utilizzano un sistema microelettromeccanico (MEMS) per ottenere un intervallo di sintonizzazione ampio e continuo del guadagno dell'amplificatore.

## Amplificatori Raman
In un amplificatore Raman, a differenza degli EDFA e dei SOA, il segnale utile è amplificato mediante amplificazione Raman e non per emissione stimolata: l'amplificazione è infatti ottenuta mediante interazione non lineare tra il laser e il segnale di pompa all'interno della fibra ottica stessa. Esistono due tipi di amplificatori Raman: distribuiti e concentrati. In un amplificatore Raman distribuito, la fibra di trasmissione è utilizzata come mezzo attivo, inserendo in essa un segnale di pompa multiplato con il segnale in transito, mentre in un amplificatore Raman concentrato si utilizza una fibra dedicata e più corta per ottenere amplificazione. Nel caso di amplificatori Raman concentrati si utilizzano fibre altamente non lineari, con core molto ridotto, in modo da aumentare l'interazione tra il segnale e la pompa e ridurre la lunghezza di fibra necessaria.
La luce di pompa può essere accoppiata nella fibra di trasmissione nella stessa direzione dei segnali (pompaggio co-propagante), in direzione opposta (pompaggio contro-propagante) o entrambe. Il pompaggio contro-propagante è più comune poiché garantisce minore rumorosità.
La potenza di pompa necessaria per l'amplificazione Raman è superiore a quella richiesta per l'amplificazione con EDFA; per ottenere livelli utili di guadagno in amplificatori distribuiti sono necessari 500 mW in più. Gli amplificatori concentrati, in cui la luce di pompa può essere semplicemente contenuta per evitare rischi di sicurezza, possono usare anche 1 W di potenza ottica.
Il principale vantaggio dell'amplificazione Raman è la possibilità di ottenere amplificazione distribuita lungo la fibra di trasmissione, aumentando così la lunghezza delle tratte di fibra tra gli amplificatori. La banda di amplificazione degli amplificatori Raman è definita dalla lunghezza d'onda della pompa utilizzata e quindi l'amplificazione può essere ottenuta su più ampie e diverse regioni rispetto ad altri tipi di amplificatore che si basano su dopanti e sulla progettazione di dispositivi per definire la finestra di amplificazione.
Il meccanismo dell'amplificazione Raman permette inoltre di realizzare convertitori di frequenza ottici.

## Amplificatori ottici parametrici
Un amplificatore ottico parametrico (OPA) consente l'amplificazione di un segnale debole in un mezzo altamente non lineare. A differenza degli amplificatori precedentemente menzionati, utilizzati per lo più nell'ambito delle telecomunicazioni, questo tipo trova la sua principale applicazione nell'espandere l'intervallo di sintonizzabilità di laser ultra veloci a stato solido. Gli OPA sono capaci di bande di amplificazione molto elevate.